# 이면우 (1945년)
이면우(1945년 ~ )는 대한민국의 교수이자 산업공학자이며, 울산과학기술원 석좌교수이다.

## 출신 학교
- 서울대학교 섬유공학 학사
- 미시간 대학교 대학원 인간공학 석사(1970년)
- 미시간 대학교 대학원 인간공학 박사(1979년)

## 주요 경력
- 1970년 ~ 2011년 2월 : 서울대학교 산업공학과 교수
- 1976년 : 미시간 대학교 연구원
- 1987년 ~ 1988년 : 대한산업공학회 부회장
- 1990년 ~ 1994년 : 서울대학교 공학연구소 소장
- 1993년 ~ 1994년 : 제10대 대한산업공학회 회장
- 1998년 : 페이퍼매직 고문
- 2011년 : 울산과학기술대학교 디자인 및 인간공학부 석좌교수
- 울산과학기술원 디자인 및 인간공학부 석좌교수
- 하이터치 고문

## 수상 경력
- 1988년 : 미시간 대학교 대학원 100인의 우수박사상
- 1993년 : 제4회 상허대상 학술부문
- 1996년 : 세종문화상 실용과학부문

## 저서
- 《W이론을 만들자》(지식산업사, 1992년) ISBN 8942380077
- 《신사고 이론 20》(삶과꿈, 1995년) ISBN 8975941566
- 《신창조론》(한국경제신문사, 1998년) ISBN 9788947522366
- 《21세기 신사고 학습법》(국일미디어, 1998년) ISBN 9788974251918
- 《지적 특론》(예문사, 2003년) ISBN 8982541780
- 《생존의 W이론》(랜덤하우스코리아, 2004년) ISBN 8957578668
- 《대한민국 길을 묻다 1》(KBS 미디어, 2009년) ※송병락, 이면우, 박세일, 이장무, 김영길, 서남표, 김석철, 이병남 공저 ISBN 9788991031159